# Wágner Fogolari
Wágner Luiz Fogolari, meglio noto come Wágner (Porto Alegre, 19 novembre 1989), è un ex calciatore brasiliano, di ruolo difensore.

## Carriera
Ha giocato nella seconda divisione italiana e in quella brasiliana.